# ホジュン〜伝説の心医〜
ホジュン～伝説の心医～（原題：「龜巌許浚」ハングル：구암허준）は2013年3月18日から9月23日まで放送された韓国MBCのテレビドラマ。

## 概要
このドラマは1999年から2000年にかけて放送された『ホジュン 宮廷医官への道』（チョン・グァンニョル主演）のリメイクでキム・ジュヒョクがかつて父・キム・ムセンが演じた許浚を演じ、前回では省略されていた子供時代や新たな登場人物が加わった。

## 登場人物
登場人物の詳細はホジュン 宮廷医官への道#登場人物を参照
- ホ・ジュン（許浚）：キム・ジュヒョク - 主人公。郡司の庶子。グレて町のごろつきの大将だった。
- イェジン（叡眞）：パク・チニ
- イ・ダヒ（李多喜）：パク・ウンビン
- ユ・ドジ（柳道知）：ナムグン・ミン
- ユ・ウィテ（柳義泰）：ペク・ユンシク
- ソン氏：コ・ドゥシム
- オ氏：キム・ミスク
- プサンポ：キム・ジュンギ - 薬草取りのリーダー格。ジュンに様々ないじめをする。
- チャンセ：オ・デファン - 薬草取り。最も凶暴ですぐ手が出る。
- ヨンダル：コ・ヨンミン - 薬草取りの最年少。のちにジュンの異母兄の部下になる。
- コクセ：オ・ヨン - 薬草取り。最年長だが先輩のプサンポに従う。温厚で四人のうち唯一、ジュンに同情的。
- サムジョク大師：イ・ジェヨン
- アン・グァンイク：チョ・ホビン
- ヤン・イェス（楊禮壽）：チェ・ジョンファン - 御医。
- イム・オグン：チョン・ウンピョ
- ヤンテ（良太）：ヨ・ホミン - ごろつきだったジュンの取り巻きの筆頭格。
- ク・イルソ（具一筆）：パク・チョルミン - 猟師。ジュンと義兄弟になる。
- ハマン：キョン・ミリ
- 宣祖：チョン・ノミン
- 恭嬪金氏：チャン・ジウン
- 仁嬪金氏：チョン・ジアン
- 光海君：イン・ギョジン
- 仁穆王后：ソ・イアン